# Eumorphus fryanus quadripustulatus
Eumorphus fryanus quadripustulatus es una subespecie de coleóptero de la familia Endomychidae.

## Distribución geográfica
Habita en Borneo.